# Cimitero armeno di Culfa
Il cimitero armeno di Culfa (o Julfa, in armeno Ջուղայի գերեզմանատուն? , Jughayi gerezmanatun) era un cimitero vicino alla città di Culfa (conosciuta come Jugha in armeno), nell'exclave azera del Naxçıvan che originariamente ospitava circa 10.000 monumenti funerari. Le lapidi consistevano principalmente in migliaia di khachkar, cippi funerari decorati in modo unico, caratteristici dell'arte medievale cristiana armena. Il cimitero era ancora in piedi alla fine degli anni '90, quando il governo dell'Azerbaigian iniziò una campagna sistematica di distruzione dei monumenti.
Diversi appelli sono stati presentati da organizzazioni sia armene che internazionali, condannando il governo azero e chiedendogli di desistere dalle azioni distruttive. Nel 2006, l'Azerbaigian ha vietato ai membri del Parlamento europeo di indagare sulle accuse, criticandoli di un "approccio parziale e isterico" sulla questione e affermando che avrebbe accettato una delegazione solo se avesse visitato anche il territorio occupato dagli armeni. Nella primavera del 2006, un giornalista dell'Istituto per il rapporto sulla guerra e la pace che ha visitato la zona ha riferito che non erano rimaste tracce visibili del cimitero. Nello stesso anno fotografie scattate dall'Iran hanno mostrato che il sito del cimitero era stato trasformato in un poligono militare di tiro. La distruzione del cimitero è stata ampiamente descritta da fonti armene, e da alcune fonti non armene, come un atto di "genocidio culturale".
Dopo aver studiato e confrontato le foto satellitari di Culfa scattate nel 2003 e nel 2009, nel dicembre 2010 l'American Association for the Advancement of Science è giunta alla conclusione che il cimitero era stato demolito e livellato.

## Storia
Il Naxçıvan è un'exclave che appartiene all'Azerbaigian. Il territorio dell'Armenia lo separa dal resto dell'Azerbaigian. L'exclave confina anche con la Turchia e l'Iran. Situato vicino al fiume Aras, nella storica provincia di Syunik nel cuore dell'altopiano armeno, Jugha è cresciuta gradualmente da villaggio a città durante il tardo medioevo. Nel XVI secolo, vantava una popolazione di 20.000-40.000 armeni che erano in gran parte dediti al commercio e all'artigianato. I khachkar più antichi trovati nel cimitero di Jugha, situati nella parte occidentale della città, risalgono al IX-X secolo ma la loro costruzione, così come quella di altri lapidi riccamente decorati, continuò fino al 1605, anno in cui Shah Abbas I della Persia safavide istituì una politica di terra bruciata e ordinò la distruzione della città e la rimozione di tutti i suoi abitanti.
Oltre alle migliaia di khachkar, gli armeni eressero anche numerose lapidi sotto forma di arieti, riccamente decorate con motivi e incisioni cristiane. Secondo il viaggiatore francese Alexandre de Rhodes, il cimitero aveva ancora 10.000 khachkar ben conservati quando visitò Jugha nel 1648. Tuttavia, molti khachkar furono distrutti a partire da questo periodo in poi al punto che ne furono contati in piedi solo 5.000 nel 1903-1904.
L'artista e viaggiatore scozzese Robert Ker Porter descrisse il cimitero nel suo libro del 1821.
Vazken S. Ghougassian, scrivendo nell'Encyclopædia Iranica, ha descritto il cimitero come "fino alla fine del XX secolo la prova materiale più visibile del glorioso passato armeno di Julfa".

## Distruzione

### Antefatti

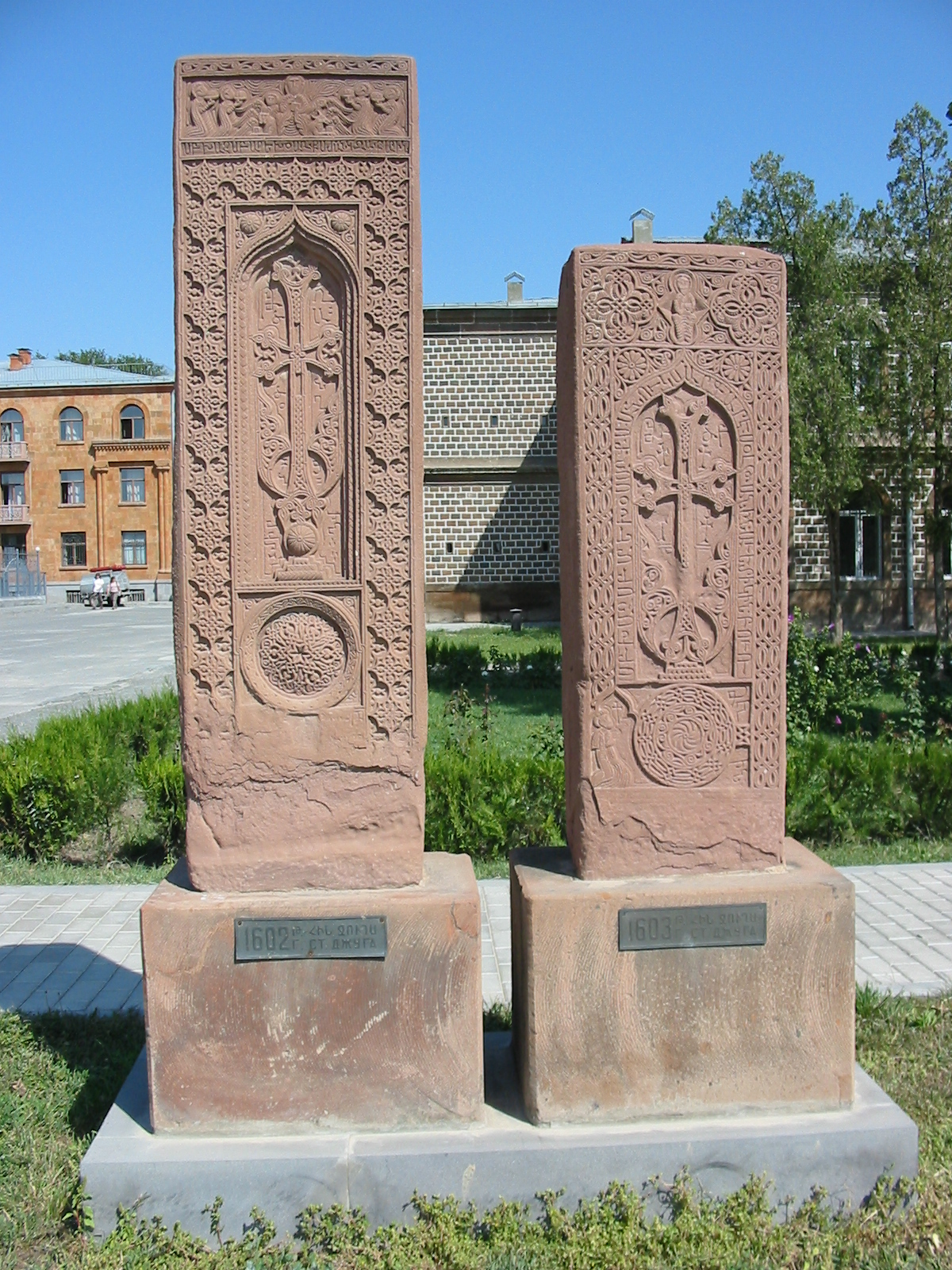
Due khachkar di Culfa, datate 1602 e 1603, rimosse dal cimitero prima della sua distruzione e ora in mostra a Echmiadzin, Armenia.

L'Armenia ha presentato per la prima volta le proprie accuse contro il governo azero per aver distrutto i khachkar nel 1998 nella città di Culfa. Diversi anni prima, l'Armenia aveva sostenuto gli armeni del Karabakh nella lotta per la loro indipendenza nell'enclave del Nagorno-Karabakh in Azerbaigian, durante la prima guerra del Nagorno-Karabakh. La guerra si concluse nel 1994 quando venne firmato un cessate il fuoco tra Armenia e Azerbaigian. Gli armeni del Nagorno-Karabakh fondarono la Repubblica del Nagorno-Karabakh, uno stato internazionalmente non riconosciuto ma de facto indipendente. Dalla fine della guerra, l'inimicizia contro gli armeni in Azerbaigian è aumentata. Sarah Pickman, scrivendo in Archaeology, ha osservato che la perdita del Nagorno-Karabakh per mano degli armeni ha "giocato un ruolo in questo tentativo di sradicare la storica presenza armena nel Nakhchivan".
Nel 1998, l'Azerbaigian ha respinto le affermazioni dell'Armenia secondo cui i khachkar sarebbero stati distrutti. Arpiar Petrosyan, membro dell'organizzazione dell'Architettura Armena in Iran, aveva inizialmente insistito sulle accuse dopo aver assistito e filmato i bulldozer che distruggevano i monumenti.
Hasan Zeynalov, il rappresentante permanente della Repubblica Autonoma di Naxçıvan a Baku, ha affermato che l'accusa armena era "un'altra sporca bugia degli armeni". Il governo dell'Azerbaigian non ha risposto direttamente alle accuse ma ha affermato che "il vandalismo non è nello spirito dell'Azerbaigian". Le affermazioni dell'Armenia hanno provocato il controllo internazionale che, secondo il ministro della Cultura armeno Gagik Gyurdjian, ha contribuito a fermare temporaneamente la distruzione.
Gli archeologi armeni e gli esperti sui khachkar nel Nakhchivan hanno affermato che quando hanno visitato la regione per la prima volta nel 1987, prima della disgregazione dell'Unione Sovietica, i monumenti erano rimasti intatti e la regione stessa aveva ben "27.000 monasteri, chiese, khachkar, lapidi" tra gli altri manufatti culturali. Nel 1998, il numero di khachkar era ridotto a 2.700. Il vecchio cimitero di Julgha è noto agli specialisti per aver ospitato fino a 10.000 di queste lapidi khachkar scolpite, fino a 2.000 delle quali erano ancora intatte dopo un precedente atto vandalico nello stesso sito nel 2002.

### Reclami rinnovati nel 2003
Nel 2003, gli armeni hanno rinnovato le loro proteste, sostenendo che l'Azerbaigian aveva riavviato la distruzione dei monumenti. Il 4 dicembre 2002, storici e archeologi armeni si erano incontrati e avevano presentato una denuncia formale, facendo appello alle organizzazioni internazionali per indagare sulle loro affermazioni. I resoconti dei testimoni oculari della demolizione in corso descrivono un'operazione organizzata. Nel dicembre 2005, il vescovo armeno di Tabriz, Nshan Topouzian e altri armeni iraniani hanno documentato ulteriori prove video attraverso il fiume Aras, che delimita parzialmente il confine tra Nakhchivan e l'Iran, affermando che mostravano che le truppe azere avevano terminato la distruzione dei khachkar rimanenti utilizzando mazze e asce.

## Reazione internazionale
Il governo dell'Azerbaigian ha dovuto affrontare una raffica di condanne dalle prime rivelazioni delle accuse. Quando le affermazioni furono sollevate per la prima volta nel 1998, l'UNESCO ordinò la cessazione della distruzione dei monumenti di Culfa. Simili appelli di denuncia per porre fine all'attività sono stati presentati dall'ICOMOS.

### Azerbaigian
In risposta alle accuse avanzate dall'Armenia e dalle organizzazioni internazionali, l'Azerbaigian ha affermato che gli armeni non erano mai esistiti in quei territori. L'Azerbaigian sostiene che i monumenti non fossero armeni ma di origine albanese caucasica.
Per quanto riguarda la distruzione, secondo l'ex ambasciatore azero negli Stati Uniti, Hafiz Pashayev, i video e le fotografie che erano stati presentati non avevano mostrato l'identità delle persone né ciò che stavano effettivamente distruggendo e rientrava in una campagna di propaganda contro l'Azerbaigian per distogliere l'attenzione dalla presunta distruzione dei monumenti azeri in Armenia. Anche il presidente dell'Azerbaigian Ilham Aliyev ha negato le accuse, definendole "una menzogna e una provocazione".
Dalle foto satellitari del sito di Google Earth, è possibile vedere la frase azera "Har sey vatan ocon" scritta sul fianco della collina dove un tempo risiedeva il cimitero. Queste parole si traducono approssimativamente in italiano come "Tutto è per la patria".

### Unione europea
Nel 2006, i membri del Parlamento europeo hanno protestato contro il governo azero quando è stato loro impedito di ispezionare il cimitero. Hannes Swoboda, un eurodeputato socialista austriaco e membro del comitato a cui è stato negato l'accesso alla regione, ha commentato che "Se non ci permettono di andare, abbiamo un chiaro indizio che è successo qualcosa di brutto. Se qualcosa è nascosto, chiediamo il perché. Può essere solo perché alcune delle accuse sono vere". Il dottor Charles Tannock, un membro conservatore del Parlamento europeo della Grande Londra, e altri membri hanno fatto eco a questi sentimenti e hanno paragonato la distruzione alle statue di Buddha distrutte dai talebani a Bamyan, in Afghanistan nel 2001. Ha citato in un discorso un architetto britannico, Steven Sim, esperto della regione, che ha attestato che le riprese video girate dal confine iraniano erano autentiche.
L'Azerbaigian ha posto un divieto al Parlamento europeo perché ha affermato che avrebbe accettato una delegazione solo se avesse visitato anche il territorio controllato dagli armeni. "Pensiamo che se si adotta un approccio globale ai problemi che sono stati sollevati", ha detto il portavoce del ministero degli esteri azero Tahir Tagizade, e "sarà possibile studiare i monumenti cristiani sul territorio dell'Azerbaigian, compresa la Repubblica autonoma di Nakhchivan".

### Consiglio d'Europa
Sia l'Azerbaigian che l'Armenia sono membri del Consiglio d'Europa. Dopo diverse visite rinviate, un nuovo tentativo è stato pianificato dagli ispettori dell'Assemblea parlamentare del Consiglio d'Europa per il 29 agosto - 6 settembre 2007, guidato dal politico laburista britannico Edward O'Hara. Oltre al Nakhchivan, la delegazione aveva programmato di visitare Baku, Yerevan, Tbilisi e Nagorno Karabakh. Gli ispettori avevano programmato di visitare il Nagorno-Karabakh attraverso l'Armenia e avevano organizzato il trasporto per facilitare la trasferta. Tuttavia, il 28 agosto, il capo della delegazione azera all'APCE ha rilasciato una richiesta che gli ispettori dovessero entrare nel Nagorno Karabakh attraverso l'Azerbaigian. Il 29 agosto, il segretario generale dell'APCE Mateo Sorinas ha annunciato che la visita doveva essere annullata, a causa delle difficoltà di accesso al Nagorno-Karabagh utilizzando la rotta richiesta dall'Azerbaigian. Il Ministero degli Affari Esteri in Armenia aveva rilasciato una dichiarazione affermando che l'Azerbaigian aveva interrotto la visita "solo per la sua intenzione di nascondere la demolizione dei monumenti armeni nel Nakhchivan".

### Iran
Il governo iraniano ha espresso preoccupazione per la distruzione dei monumenti e ha presentato una protesta contro il governo della Repubblica autonoma di Nakhchivan.

### Stati Uniti
Nell'aprile 2011, il neo-nominato ambasciatore degli Stati Uniti in Azerbaigian Matthew Bryza, aveva visitato il Nakhchivan ma le autorità azere avevano inspiegabilmente rifiutato l'accesso a Culfa. Bryza aveva intenzione di fare un'indagine sul cimitero, ma invece gli era stato detto dalle autorità governative che avrebbero contribuito a facilitare un nuovo viaggio nei mesi seguenti. In una dichiarazione rilasciata dall'ambasciata degli Stati Uniti a Baku, Bryza ha affermato che "Come ho detto all'epoca in cui è stata segnalata la distruzione del cimitero, la profanazione di siti culturali, particolare un cimitero è una tragedia, che deploriamo, indipendentemente da dove avvenga".
In risposta alla dichiarazione, Aram Hamparian, il direttore esecutivo del Comitato nazionale armeno d'America (ANCA), ha criticato l'ambasciatore per non aver parlato più energicamente e prima ancora contro la distruzione mentre era ancora vice segretario di Stato per gli affari europei ed eurasiatici degli Stati Uniti nel 2006.

### Studiosi
Numerosi studiosi non armeni hanno condannato la distruzione e hanno esortato il governo dell'Azerbaigian a fornire un resoconto più completo delle sue attività nella regione. Adam T. Smith, un antropologo e professore associato di antropologia presso l'Università di Chicago, ha definito la rimozione dei khachkar "un episodio vergognoso nel rapporto dell'umanità con il suo passato, un atto deplorevole da parte del governo dell'Azerbaigian". Smith e altri studiosi, così come diversi senatori degli Stati Uniti, hanno firmato una lettera all'UNESCO e ad altre organizzazioni che condannano il governo dell'Azerbaigian.

## Progetto di Julfa dell'Università Cattolica Australiana
Nel 2013 l'Australian Catholic University insieme a Manning Clark House, l'Università Statale di Erevan e l'Armenian Apostolic Church of the Holy Resurrection di Sydney, hanno avviato un progetto per creare una ricostruzione digitale del cimitero distrutto di Julfa. Il progetto, guidato dalla Dott.ssa Judith Crispin e dal Prof. Harold Short utilizza la visualizzazione 3D e le tecniche di realtà virtuale per creare una presentazione coinvolgente dei khachkar medievali e delle pietre a forma di ariete incastonate nella posizione originale. Il Julfa project custodisce molte fotografie storiche e mappe del cimitero di Julfa, comprese quelle scattate da Argam Ayvazyan in un periodo di 25 anni. Le presentazioni dei primi risultati del progetto si sono tenute a Roma nel 2016. Altri studiosi importanti che lavorano al progetto includono l'archeologo Hamlet Petrosyan, lo storico culturale Dickran Kouymjian, l'esperto di visualizzazione 3D Drew Baker e l'esperto del cimitero di Culfa Simon Maghakyan.

## Analisi delle foto satellitari del 2010
In risposta all'Azerbaigian che esclude le indagini in loco da parte di gruppi esterni, l'8 dicembre 2010, l'American Association for the Advancement of Science (AAAS) ha pubblicato un'analisi delle fotografie satellitari ad alta risoluzione del sito del cimitero di Culfa scattate nel 2003 e 2009. L'AAAS ha concluso che le immagini satellitari erano coerenti con i rapporti degli osservatori a terra, che "significative distruzioni e cambiamenti nel grado del terreno" si erano verificati tra il 2003 e il 2009 e che l'area del cimitero era "probabilmente distrutta e successivamente livellata mediante macchine di movimento di terra".

## Critiche della reazione internazionale
Il giornalista armeno Haykaram Nahapetyan ha paragonato la distruzione del cimitero con la distruzione del patrimonio culturale da parte dello Stato islamico dell'Iraq e del Levante (ISIL) e la distruzione dei Buddha di Bamiyan da parte dei talebani. Ha anche criticato la risposta della comunità internazionale alla distruzione del cimitero di Culfa. Simon Maghakyan ha osservato che l'Occidente, a differenza della ferma condanna sulla distruzione da parte dei talebani dei Buddha e la distruzione islamista dei santuari a Timbuktu durante il conflitto del Mali settentrionale del 2012, abbia mantenuto il suo "opprimente" silenzio poiché l'Azerbaigian è un importante fornitore di energia e un acquirente di armi occidentali.

## Khachkar rimanenti
khachkar di Culfa presso la Cattedrale di Etchmiadzin

.

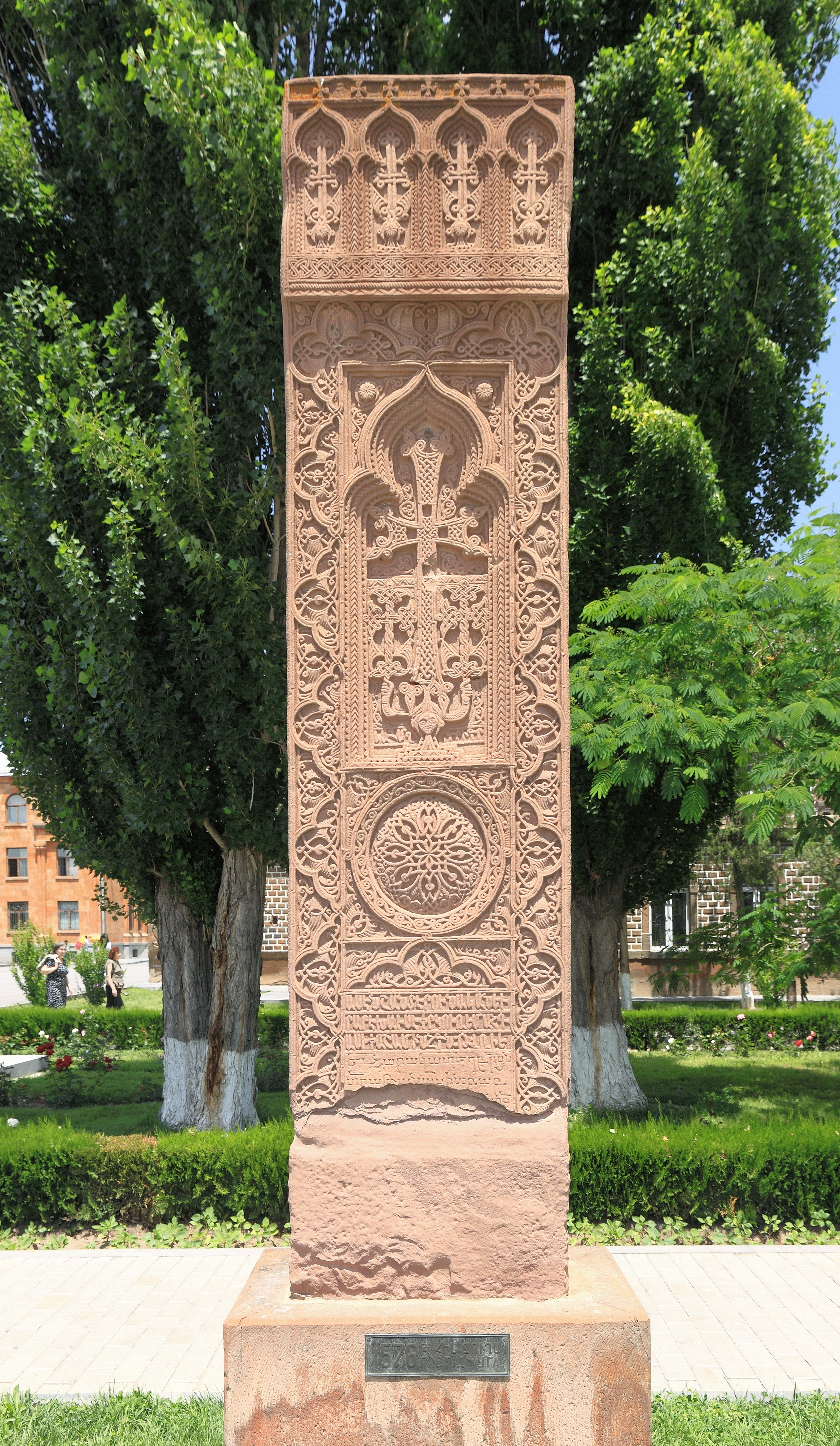
c. 1576
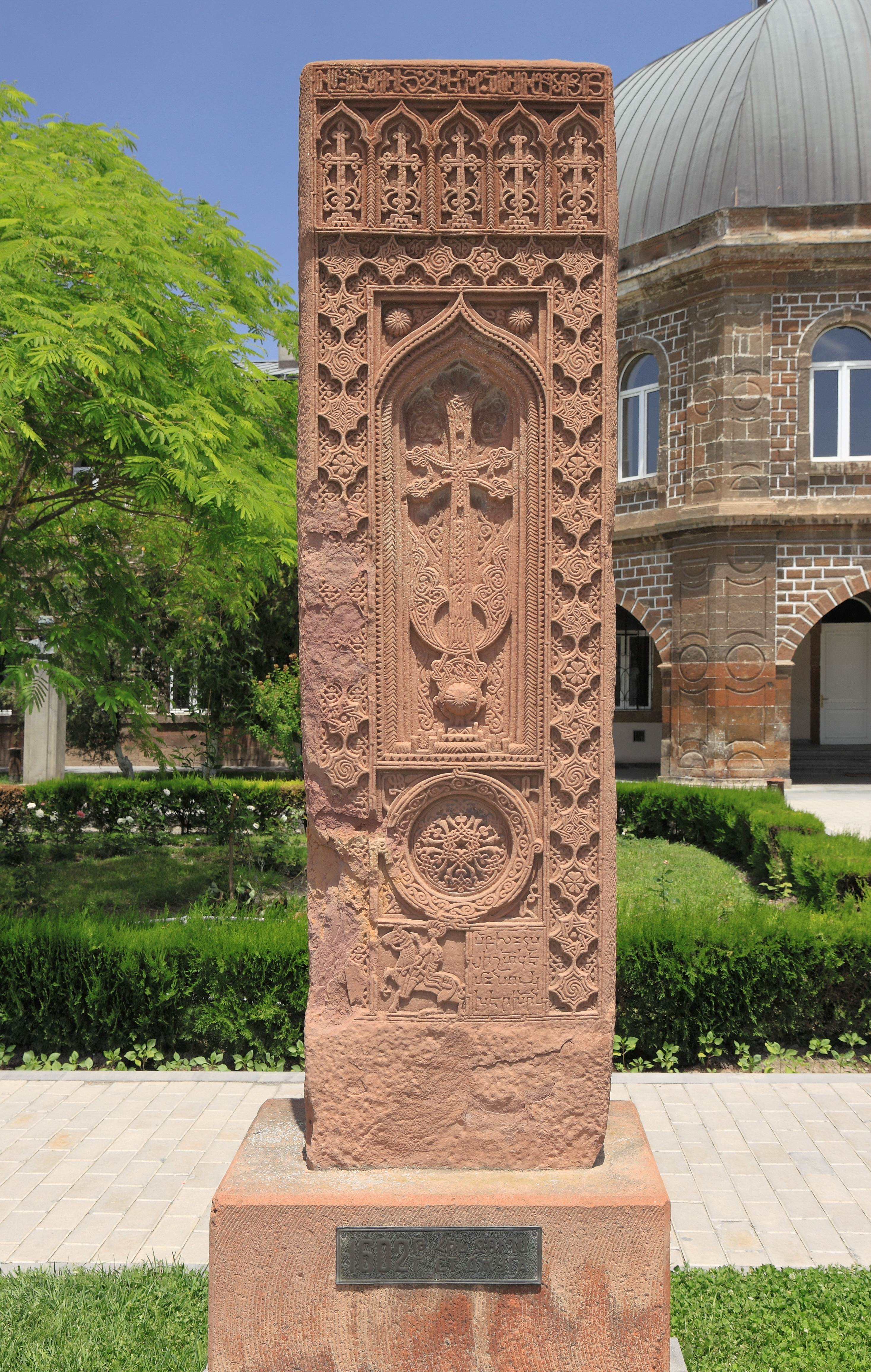
c. 1602
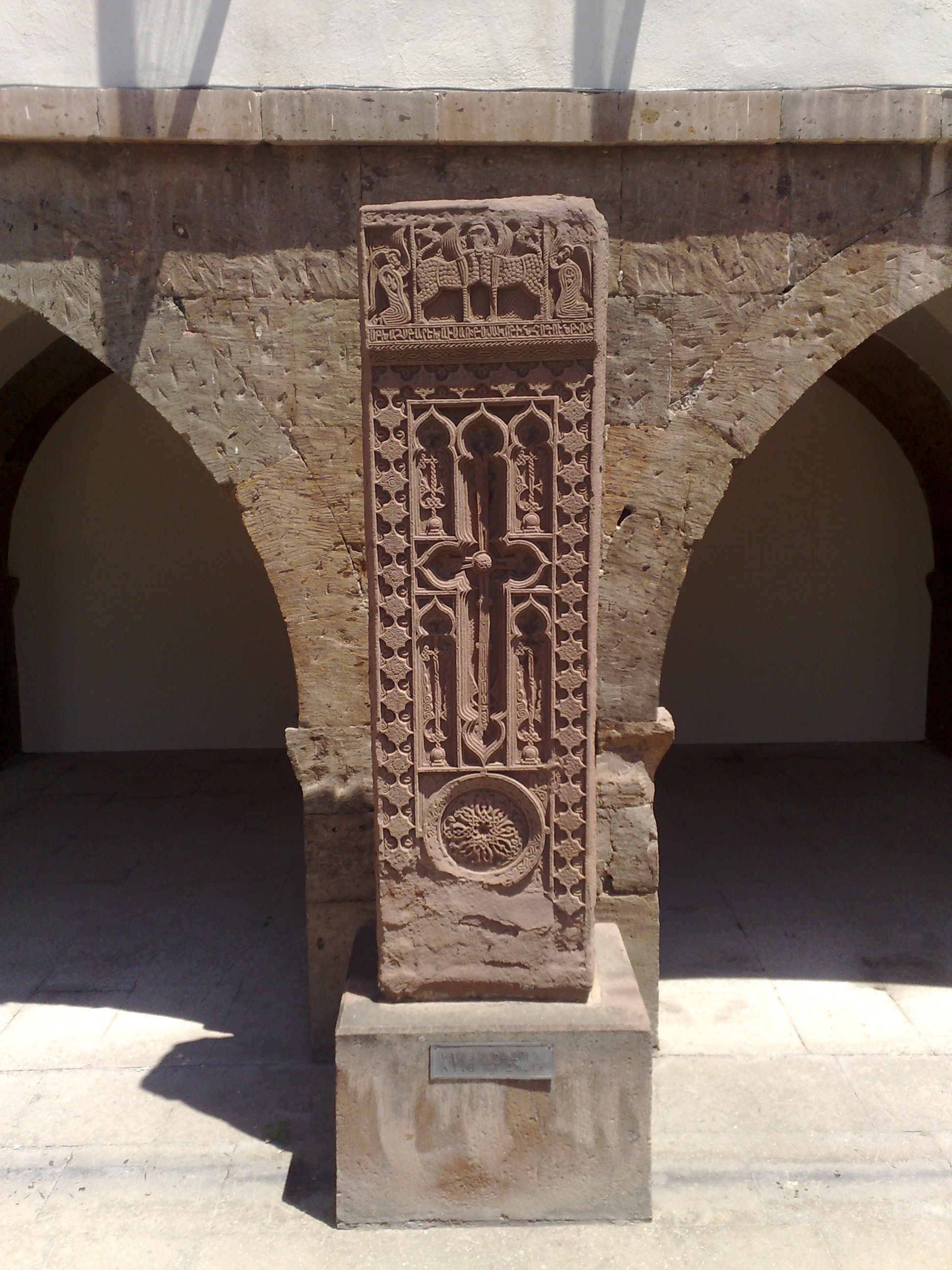
16º secolo
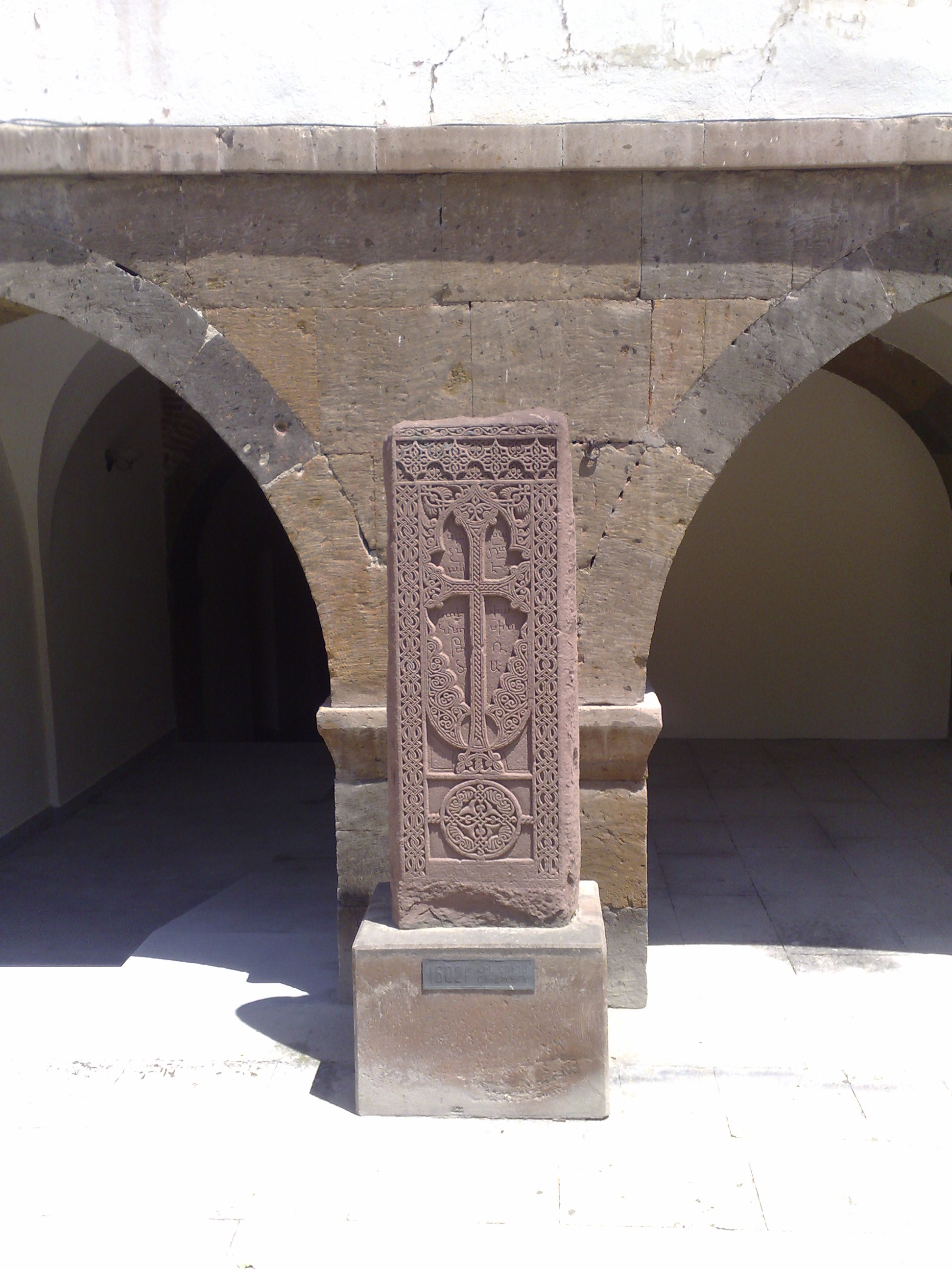
16º secolo
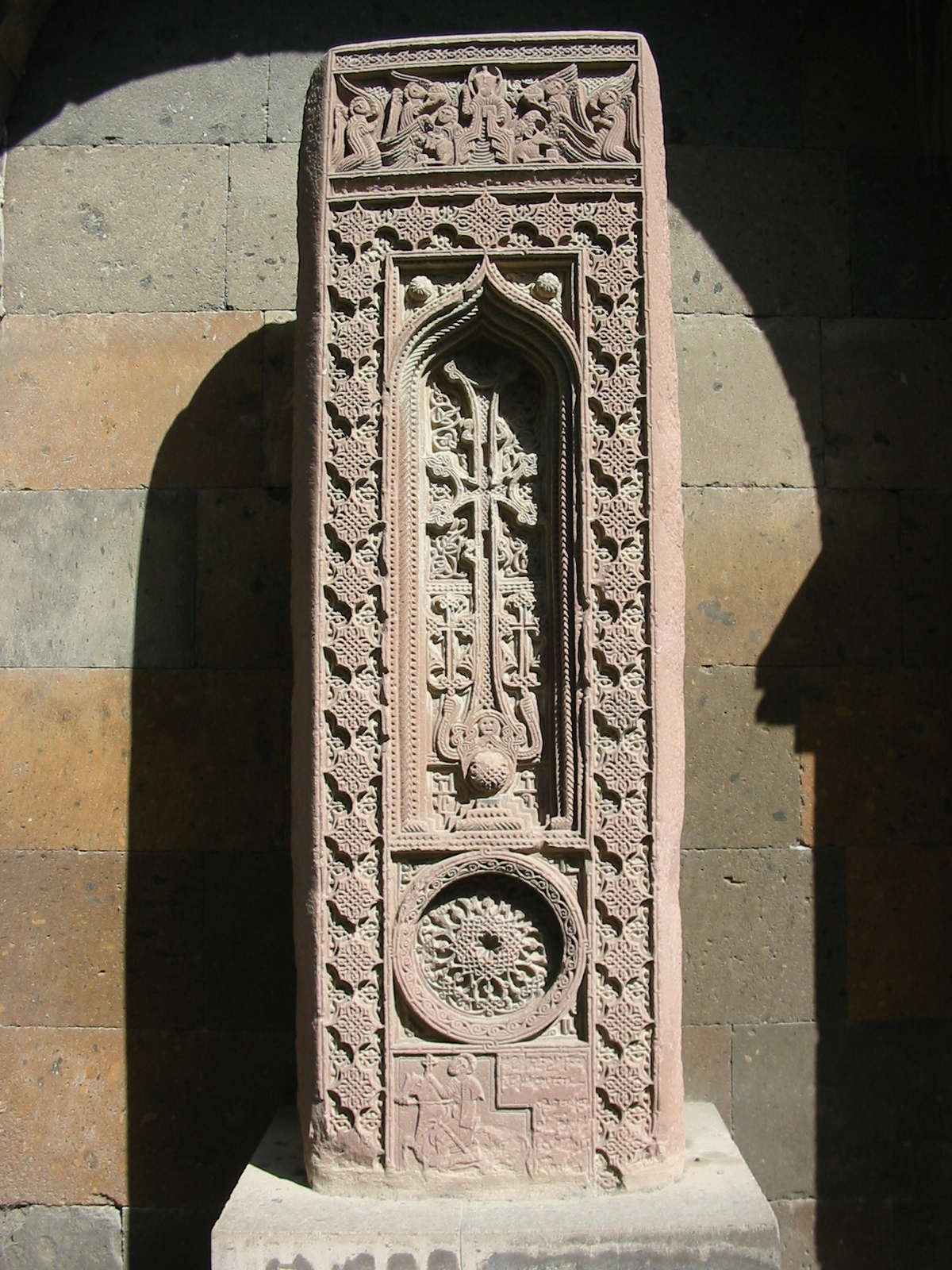
c. 1602

### Copie

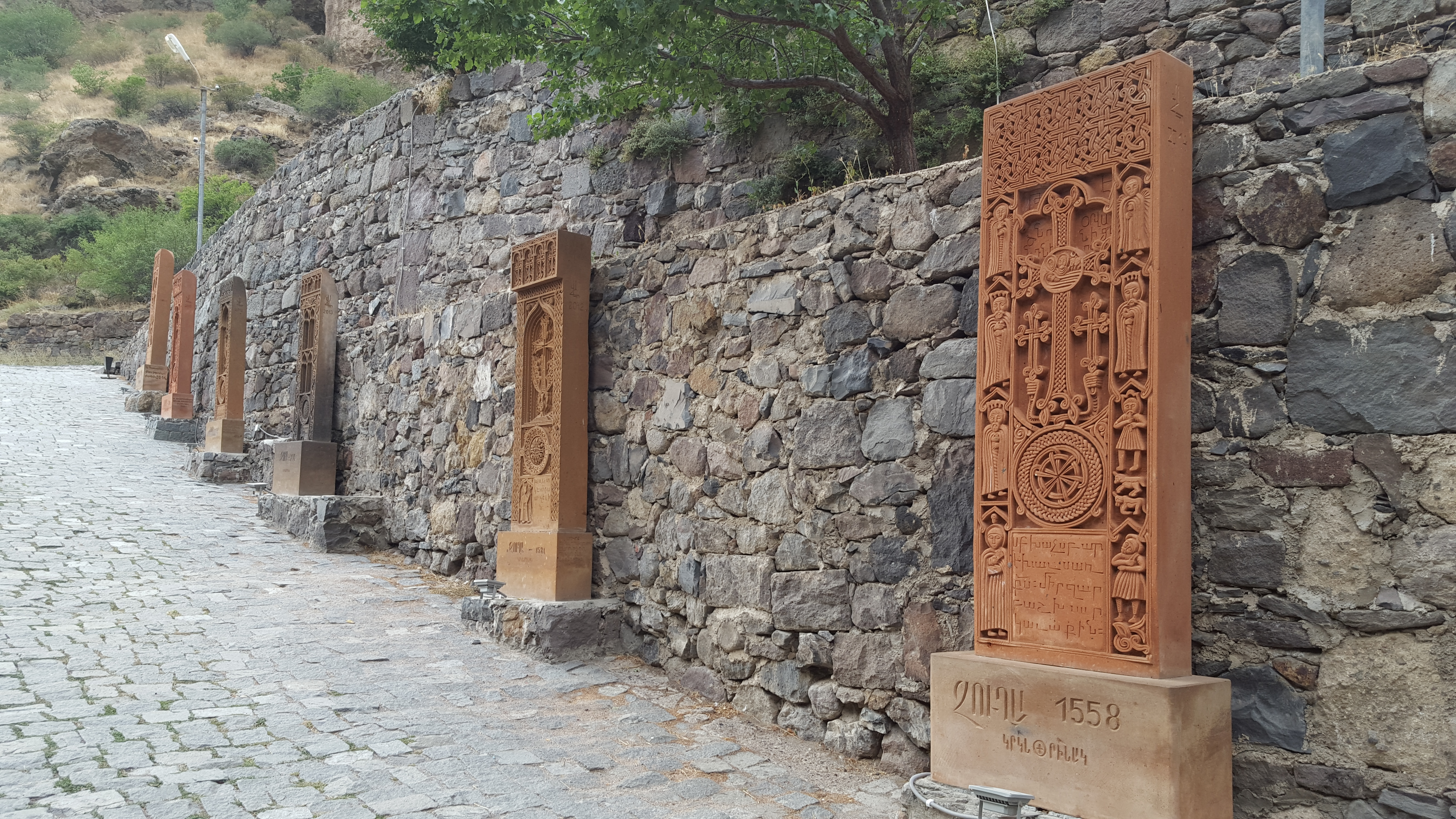
al monastero di Geghard
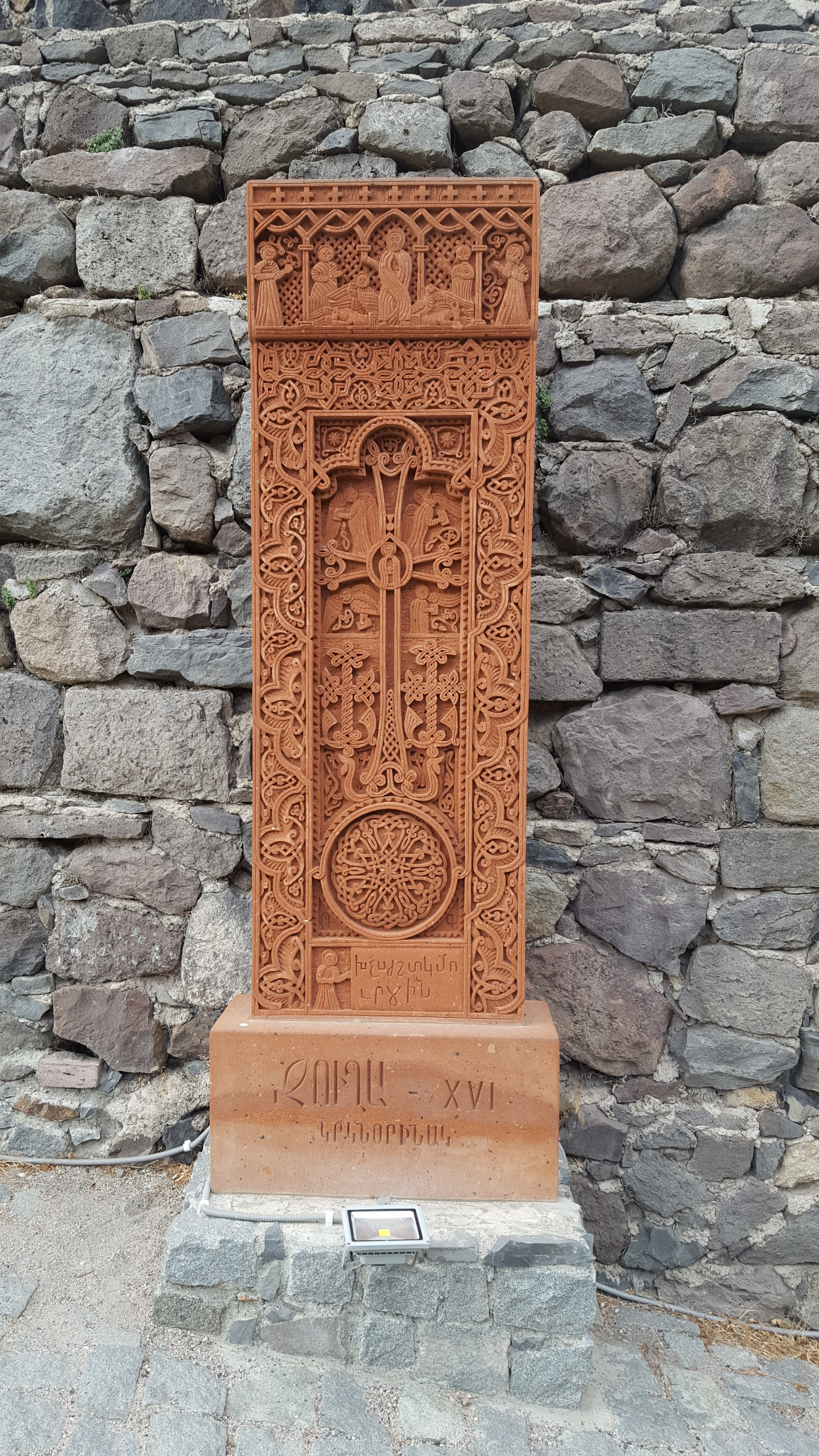
a Geghard
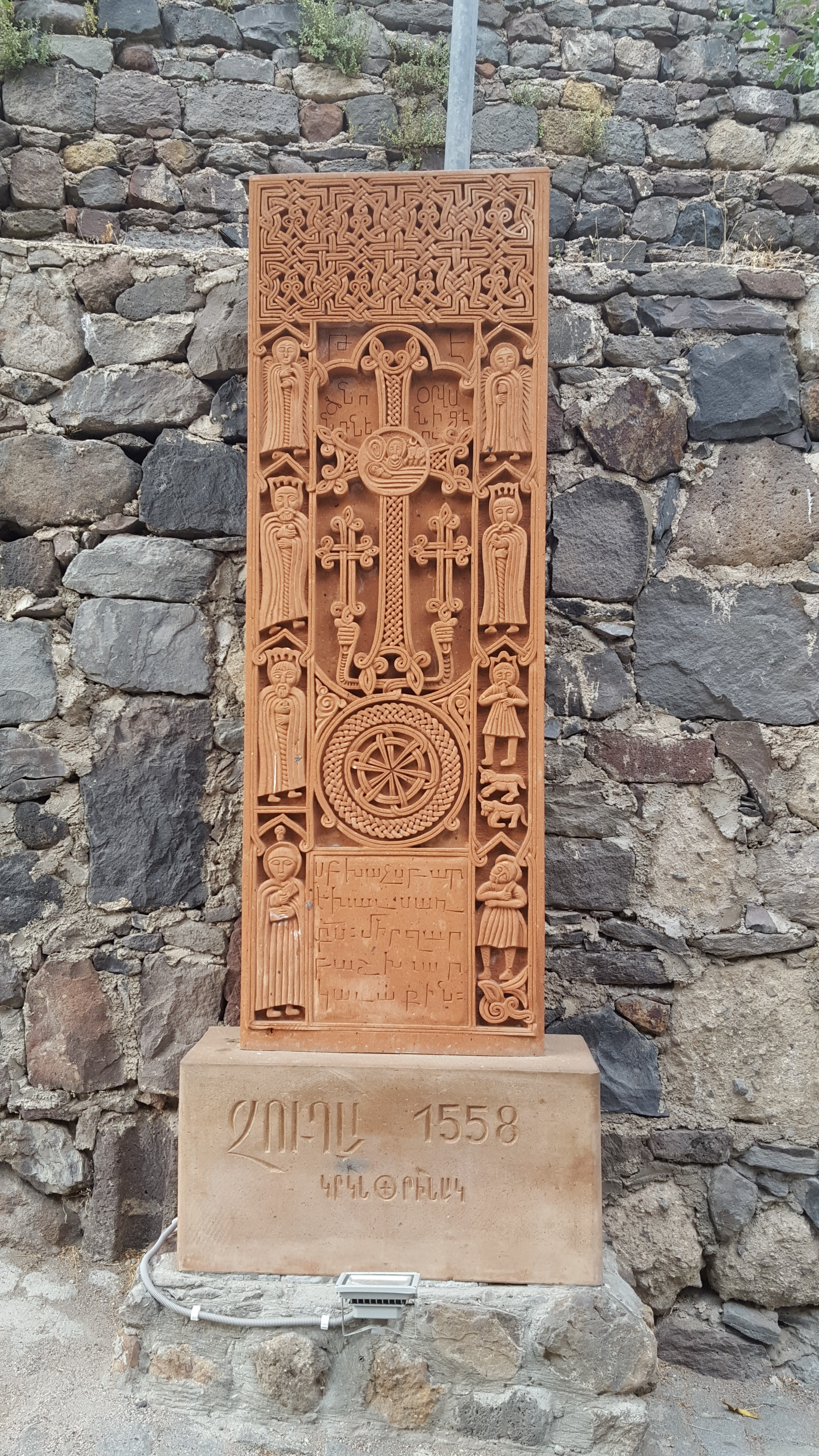
a Geghard
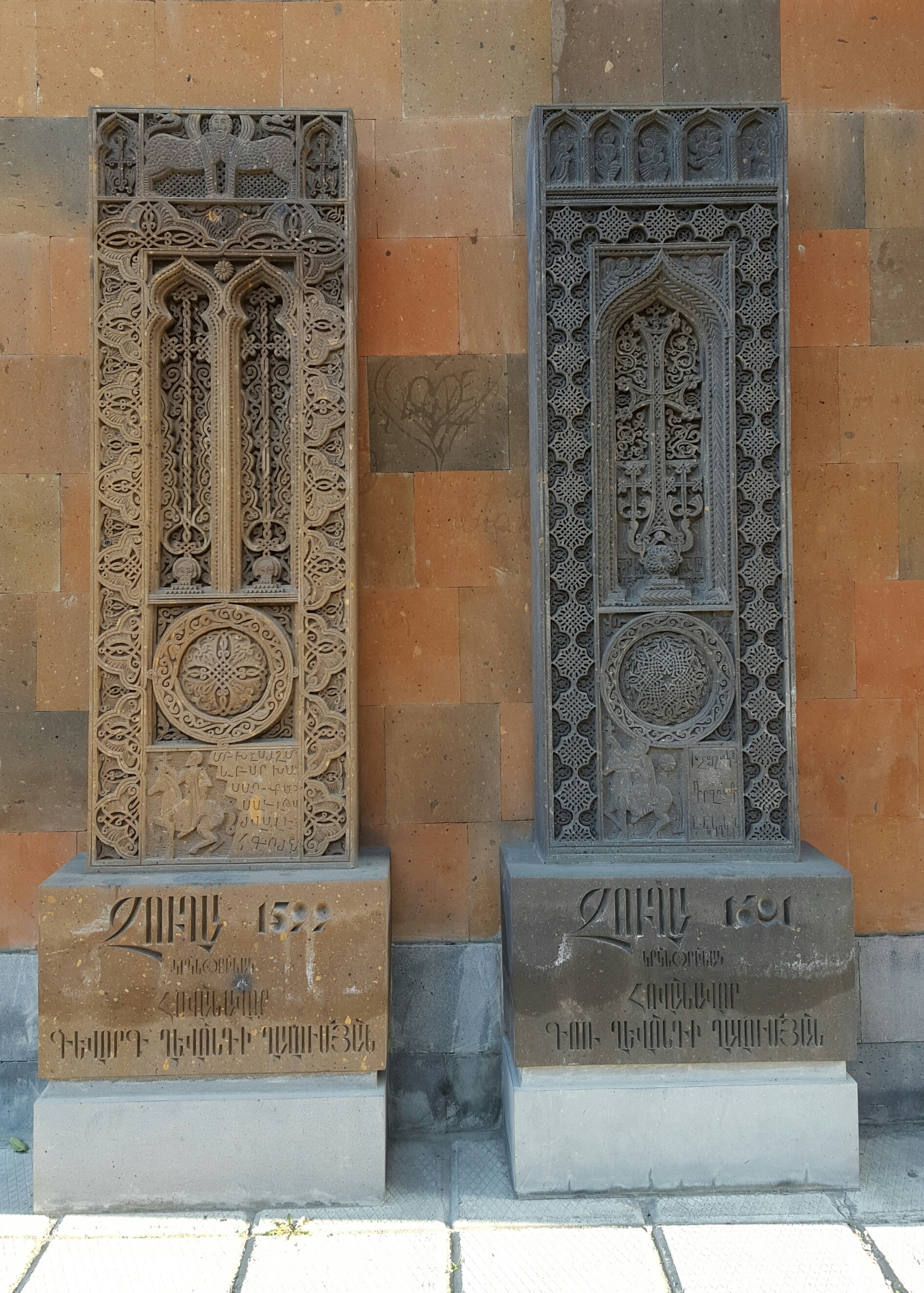
presso la chiesa di San Giovanni Battista a Yerevan
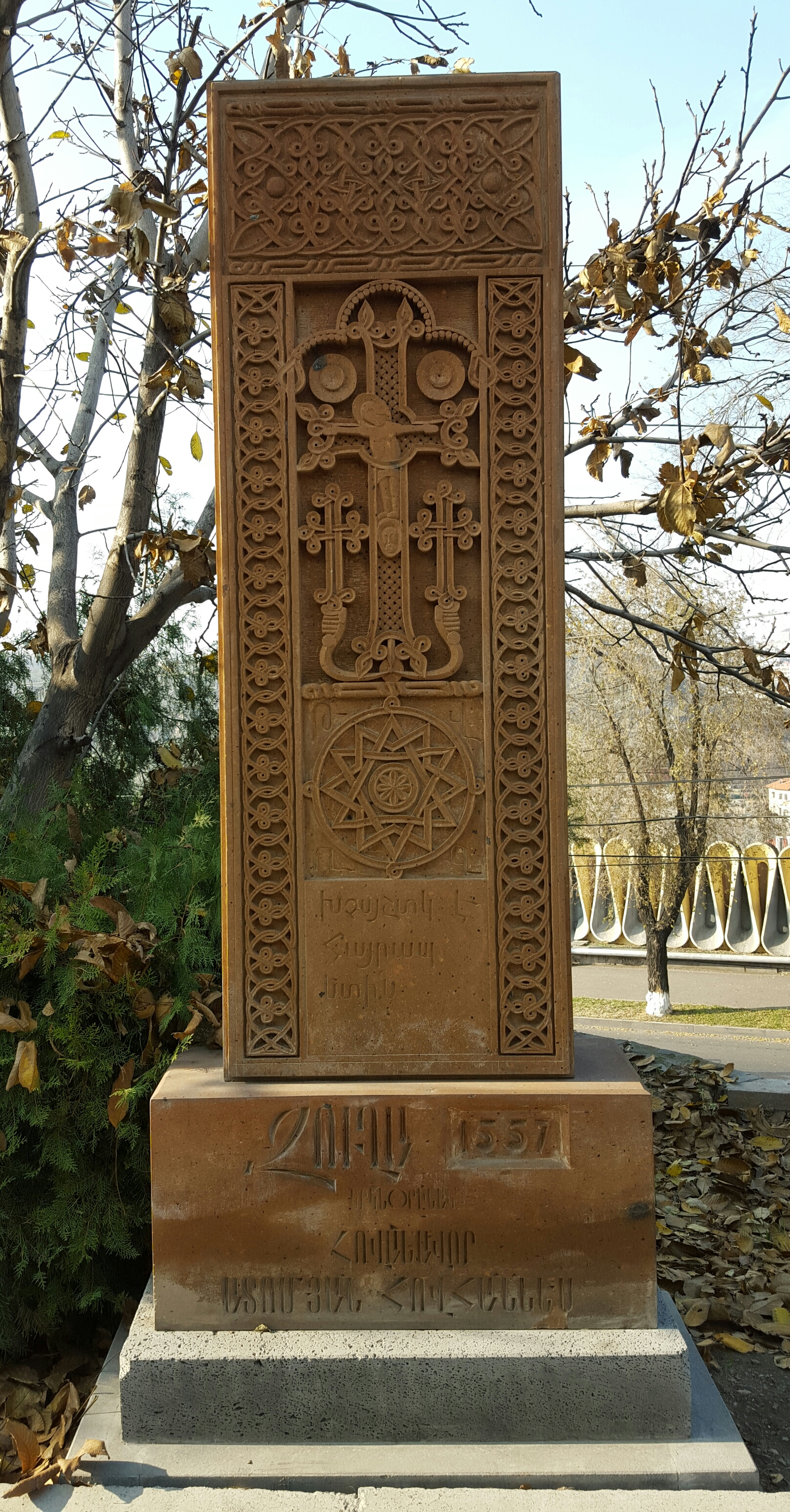
nella chiesa di San Giovanni a Yerevan
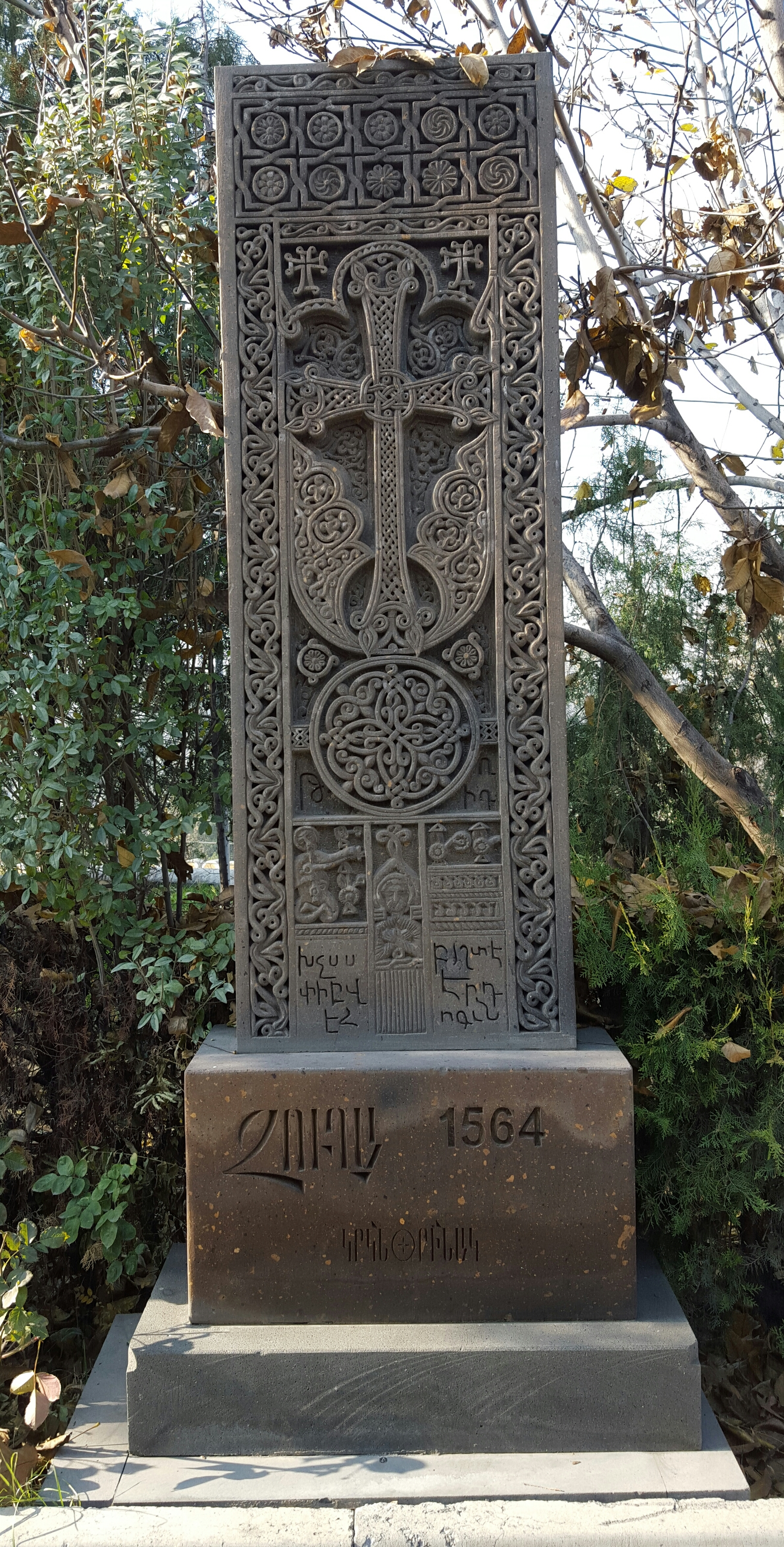
nella chiesa di San Giovanni a Yerevan